# Cholem Aleikhem
Pour les articles homonymes, voir Rabinovitch.
Cholem Aleikhem (en yiddish et hébreu : שלום עליכם, en russe : Шолом-Алейхем) nom de plume de Cholem Naoumovitch Rabinovitch, né le 2 mars 1859 à Pereïaslav (gouvernement de Poltava, Empire russe) et mort le 13 mai 1916 à New York, est un écrivain juif de langue yiddish et russe. Très populaire de son vivant, il est l'auteur de romans, de nouvelles et de pièces de théâtre. Il a fait beaucoup pour promouvoir le yiddish dans la littérature et a été le premier à écrire des contes pour enfants dans cette langue.
Ses œuvres ont été traduites dans de très nombreuses langues. La comédie musicale Un violon sur le toit, basée sur le personnage de Tevye le laitier (première à Broadway en 1964), est le premier succès commercial d'une pièce en anglais qui décrit le quotidien d'un village juif d'Europe de l'Est. Par la suite, la pièce a été reprise de nombreuses fois dans le monde entier puis adaptée au cinéma en 1971.

## Les jeunes années
Cholem Naoumovitch Rabinovitch (alternativement : Sholom, Sholem, Shulem, Solomon, Rabinovitz, Rabinovitsh etc. ; en russe : Шо́лем Нау́мович Рабино́вич) naît dans une famille juive pauvre, à Pereïaslav (région de Poltava en Ukraine) dans l'Empire russe. Il est le fils de Menachem-Nukhem et de Khaye-Ester Rabinovitch. La mère de Cholem décède quand il a quinze ans. Peu après, il écrit sa première œuvre, l'adaptation juive du roman Robinson Crusoé. Cholem décide alors de se vouer à l'écriture. Tirant parti de l'homophonie en yiddish entre son prénom (Salomon) et le mot signifiant « la paix », il prend pour pseudonyme Cholem Aleichem qui est l'équivalent en yiddish de la salutation usuelle en hébreu « Shalom Alekhem (שלום עליכם, Que la paix soit avec vous) ».
En 1876, après avoir terminé ses études à l'école locale de Pereïaslav avec d'excellentes notes, il quitte la maison de ses parents à la recherche d'un emploi. Pendant trois ans, il donne des cours à Olga (Golde) Love, la fille d'un propriétaire foncier fortuné, avant de l'épouser le 12 mai 1883. Ils auront six enfants (par exemple, le peintre Norman Raeben, qui enseignera la peinture à Bob Dylan et qui influencera celui-ci lors de la réalisation de son disque Blood on the Tracks, et Lyalya (Lili) Kaufman, écrivaine de langue yiddish et dont la fille est l'écrivaine américaine Bel Kaufman, auteure du livre Up the Down Staircase (« Escalier interdit »)).

## La carrière d'écrivain
Cholem Aleikhem écrit d'abord en russe et en hébreu avant d'opter, à partir de 1883, pour la langue yiddish, langue dans laquelle il écrira plus de quarante volumes. On le considère dès 1890 comme la figure de proue de la littérature de langue yiddish, langue couramment parlée mais méprisée par la plupart des écrivains juifs russes qui préfèrent écrire en hébreu, la langue liturgique, exclusivement utilisée par les Juifs éduqués.
Outre son abondante production littéraire en langue yiddish, il utilise sa fortune personnelle pour jouer les mécènes et encourager les écrivains de langue yiddish. Il inclut leurs œuvres dans son almanach, Die Yiddishe Folksbibliotek (La bibliothèque populaire yiddish), publié en 2 éditions, en 1888 et en 1889, et qui accorde une place importante à de nombreux jeunes écrivains de langue yiddish.

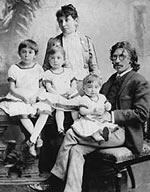
Cholem Aleikhem avec sa famille en 1899 (d'après une carte de nouvel an de 1899).

Il n'y aura pas de troisième édition, Cholem Aleikhem ayant perdu toute sa fortune dans une spéculation boursière en 1890, bien que l'almanach soit déjà rédigé. Obligé de se diversifier, il revient, sans abandonner la langue yiddish, au russe, pour Voskhod (le renouveau), la plus importante revue juive russe de l'époque et pour le journal Odessa, et à l'hébreu pour Hamelitz ainsi que pour rédiger une anthologie éditée par Y. H. Ravnitzky.
C'est au cours de cette période que l'écrivain contracte la tuberculose.

## L'émigration
Après 1891, Cholem Aleikhem vit à Odessa, puis plus tard à Kiev. En 1905, il émigre à la suite d’une vague de pogroms qui déferle sur l'Ukraine et dans tout le sud de la Russie. Tout d'abord, il s'installe à New York tandis que le reste de sa famille vit à Genève. Il s'aperçoit assez vite que ses revenus relativement limités ne lui permettront pas d'entretenir deux foyers et il décide de retourner à Genève. Malgré sa grande popularité, beaucoup de ses ouvrages ne lui génèrent que très peu de revenus et il est forcé d'effectuer des voyages et des tournées harassantes pour donner des conférences et subvenir à ses besoins et à ceux de sa famille.
En juillet 1908, lors d'une tournée en Russie, il s'évanouit dans le train le menant à Baranovitchi. Les médecins diagnostiquent une récidive de la tuberculose hémorragique aiguë, ce qui l'oblige à passer deux mois de convalescence dans l'hôpital de la ville. Il décrira plus tard cet incident comme une rencontre en face à face avec sa majesté l'Ange de la mort et proclame que ce fut le catalyseur pour rédiger son autobiographie, Funm Yarid.
Pendant sa convalescence, il ne peut se rendre à la Première Conférence de langue Yiddish qui se déroule à Tchernivtsi et il doit être remplacé par un autre militant, son collègue Nathan Birnbaum. Aleikhem passe les quatre années suivantes en semi-invalidité, ce qui ne lui permet que de retrouver un travail d'écriture à peu près régulier. Durant cette période, sa famille ne survit que grâce à des dons d'amis et d'admirateurs.
En 1914, la grande majorité de la famille de Cholem Aleikhem émigre aux États-Unis et s'établit à New York. Le fils d'Aleikhem, Micha, également atteint de tuberculose, n'est pas en état de voyager  et reste au Danemark avec sa sœur Emma ; il mourra en 1915 dans un sanatorium de Copenhague. Cet évènement enfoncera l'écrivain dans une profonde dépression.

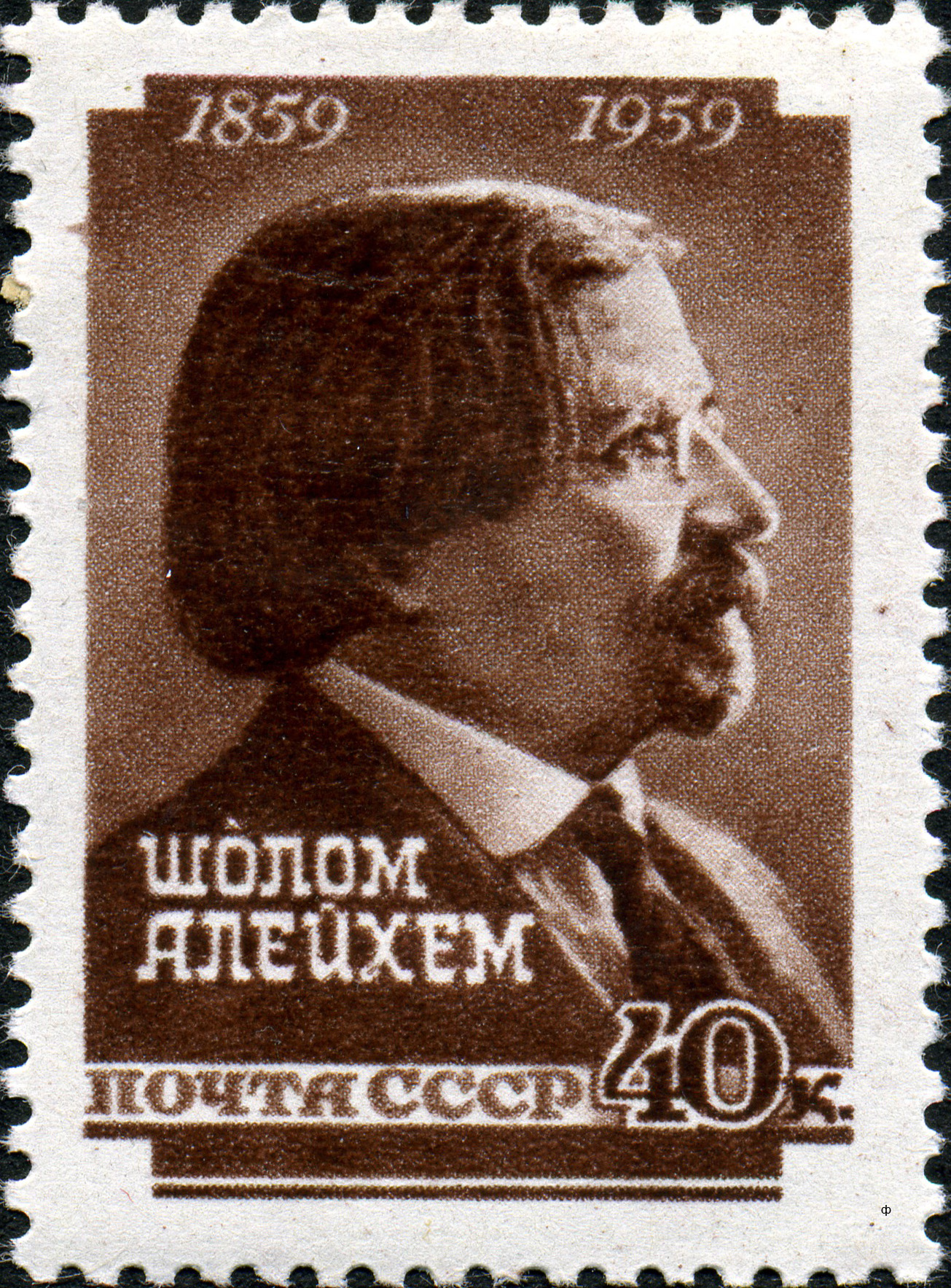
Timbre d'Union soviétique de 1959 pour le de sa naissance.

## Mort et commémoration

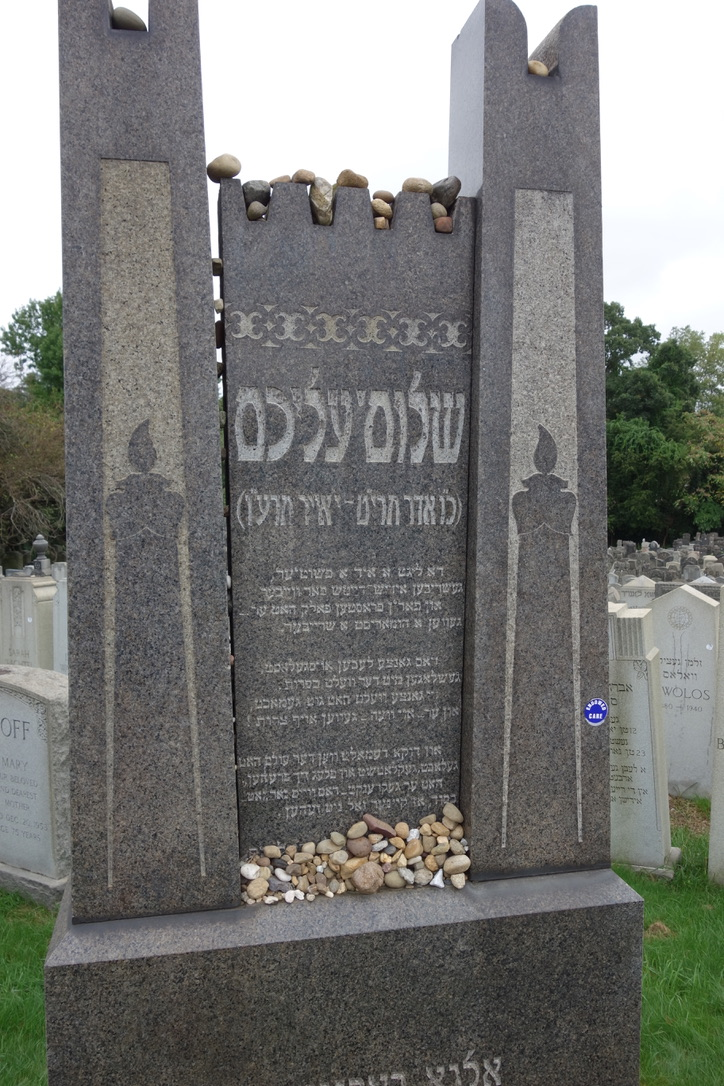
Cholem Aleikhem, pierre tombale yiddish au cimetière Mount Carmel (Queens, New York, USA)

Cholem Aleikhem meurt à New York le 13 mai 1916 à l'âge de 57 ans, alors qu'il travaille sur son dernier roman, Mottel, le fils du chantre. Il est enterré au cimetière du Mount Carmel dans le Queens. Ses funérailles sont parmi les plus grandioses de l'histoire de New York, avec un cortège funèbre de plus de 100 000 personnes. Le lendemain, son testament est publié dans The New York Times et consigné dans les annales du Congrès. Son testament contient des instructions détaillées pour sa famille ainsi que pour ses proches, aussi bien en ce qui concerne ses funérailles, que la façon dont il désire être célébré et commémoré pour les yohrzeit (dates anniversaires du décès) le 10e jour du mois Iyar, 25e jour de l'Omer. Il demande à ses amis et à sa famille de « se réunir, de lire son testament, de sélectionner l'une de ses nouvelles, parmi les plus joyeuses et de la réciter dans le langage qui leur semblera le plus accessible » ; et il ajoute : « Que mon nom ne soit associé qu'avec des rires ou ne soit pas célébré du tout ». Les rassemblements annuels continuent de nos jours et ils sont aujourd'hui ouverts au public.
En 1997, un monument à la mémoire de Cholem Aleikhem est érigé à Kiev et un autre en 2001 à Moscou.
En 1996,une partie de la East 33rd Street (33e rue Est) entre Park Avenue et Madison Avenue à New York City est renommée Place Sholom Aleichem.
En janvier 2008, le plus large cratère découvert sur la planète Mercure par la navette Messenger et par la mission Mariner 10 a été baptisé du nom de Sholem Aleichem.

## Engagement yiddish et sioniste
Cholem Aleikhem est un avocat passionné du yiddish en tant que « langue nationale du peuple juif ». Pour lui, cette langue doit obtenir le même statut et respect que les autres langues européennes modernes. Il ne limite pas son militantisme à la cause de la langue et de la culture yiddish mais se consacre aussi au sionisme qu'il présente dans de nombreux écrits. En 1888, il devient membre de « Hovevei Zion ».
En 1907, il est le représentant américain au Huitième congrès sioniste qui se tient à La Haye aux Pays-Bas.

## Postérité
Cholem Aleikhem est souvent considéré comme le « Mark Twain juif », au vu de la ressemblance stylistique des deux auteurs ainsi que de leur emploi d'un nom de plume. Tous deux ont produit des œuvres destinées tant à la jeunesse qu'à un lectorat adulte. Célébrés de leur vivant, ils ont donné de nombreuses conférences aux États-Unis et en Europe.
Lorsque ces écrivains se rencontrèrent à la fin de leur vie, Mark Twain aurait dit à son confrère qu'il se considérait comme le Cholem Aleikhem américain.

## Citations
- Un célibataire est un homme qui se rend à son travail chaque matin en provenance d'une direction différente.
- Le commérage est le téléphone de la nature.
- La vie est un rêve pour le sage, un jeu pour le fou, une comédie pour le riche et une tragédie pour le pauvre.
- Quelles que soient les mauvaises nouvelles, vous devez continuer de vivre, même si cela vous tue.
- Le riche est gonflé par l'orgueil, le pauvre par la faim.

## Ses œuvres

### Ses œuvres traduites en français
- Le Tailleur ensorcelé et autres contes, traduit du yiddish par Isaac Pougatch et Joseph Gottfarstein, avec un dessin de Marc Chagall, Paris, Albin Michel, 1960, collection "Présences du judaïsme",  (ISBN 2226018506 et 978-2226018502)
- La Peste soit de l'Amérique (et de quelques autres lieux...), traduit du yiddish, introduit et annoté par Nadia Déhan-Rotschild, Paris, Liana Levi, 2006, rééd. 2013  (ISBN 9782867467011)
- « L'Allemand » in Regards sur la littérature yiddish par Cécile Cerf, Académie d'Histoire, 1974
- Menahem-Mendl, le rêveur, traduit du yiddish par Léa et Marc Rittel, Paris, Albin Michel, 1975, collection « Présences du judaïsme », rééd. Paris, Rivages, 1993  (ISBN 978-2-86930-626-4)
- Un violon sur le toit. Tévié le laitier, traduit du yiddish par Edmond Fleg, Paris, Albin Michel, 1990,  (ISBN 2226041400 et 978-2226041401)
- Tévié le laitier, traduction de Colette Stoïanov et Dora Sanadzé, préf. de Charles Dobzynski, dessins de Iles Beller, Paris, Messidor, Temps actuels, 1991, collection "Littérature étrangère",  (ISBN 2209063523 et 978-2209063529)
- Contes ferroviaires ou le Traîne-savates, traduit du yiddish par Nadia Déhan, Louisette Kahane-Dajczer, Jacques Mandelbaum, Mathilde Mann, Viviane Siman..., Paris, Liana Levi, 2002  (ISBN 9782867468179)
- Gens de Kasrilevkè, Paris, Julliard, 1992, récits traduits et annotés par Jacques Mandelbaum, collection Littérature yiddish,  (ISBN 2260009204 et 978-2260009207), également dans Royaumes juifs, Trésors de la littérature yiddish, édition établie et présentée par Rachel Ertel, tome 1, Paris, Robert Laffont, 2008  (ISBN 978-2221108284)
- Le dixième homme, Paris, 10/18, 1995,  (ISBN 2264019689 et 978-2264019684)
- Un conseil avisé, Paris, traduit du yiddish par Nadia Déhan-Rotschild, Paris, Liana Levi, 2002  (ISBN 9782867462931)
- La vie éternelle, 13 histoires courtes pour marquer le temps, textes choisis et traduits du yiddish par Arthur Langerman et Ariel Sion, Genève, Metropolis, 2012  (ISBN 978-2-88340-188-4)
- Des volailles et des hommes, traduit du yiddish par Nadia Déhan-Rotschild, avant-propos de Nadia Déhan-Rotschild, Paris, Editions Bibliothèque Medem, 2016  (ISBN 979-10-91238-09-0)
- Au fil des fêtes, Récits sur les fêtes juives, introduction, présentation et traduction du yiddish par Doris Engel et Astrid Ruff, Paris, Hermann, 2016  (ISBN 9782705692322)
- Les mille et une nuits de Krushnik, traduit du yiddish par Nadia Déhan-Rotschild et Évelyne Grumberg, Paris, L'Antilope, 2018  (ISBN 9791095360766)
- Guitel Pourishkevitsh et autres héros dépités, traduit du yiddish par Nadia Déhan-Rotschild, Paris, L'Antilopoche, 2021,  (ISBN 978-2-37951-057-1)
- Histoires pour enfants à ne pas mettre dans les mains des enfants, traduit du yiddish par Arthur Langermann avec des illustrations de Sam Ringer, Marque Belge, 2019,  (ISBN 9782390150282)
- Étoiles vagabondes, traduit du yiddish par Jean Spector, Paris, Le Tripode, 2020,  (ISBN 2370552239 et 978-2370552235)
- Motl, fils du chantre, traduit du yiddish par Nadia Déhan-Rothschild et Évelyne Grumberg, Paris, L’Antilope, 2022  (ISBN 978-2-37951-079-3)
- Motl en Amérique, traduit du yiddish par Nadia Déhan-Rotschild et Évelyne Grumberg, avant-propos de Nadia Déhan-Rotschild, Paris, L'Antilope, 2024  (ISBN 978-2-37951-136-3)

### Ses nouvelles traduites en anglais
- The Best of Sholom Aleichem, édité par R. Wisse, I. Howe (publié en 1979), Walker and Co., 1991,  (ISBN 0-8027-2645-3).
- Tevye the Dairyman and the Railroad Stories, traduit en anglais par H. Halkin; Schocken Books, 1996,  (ISBN 0-8052-1069-5).
- Nineteen to the Dozen: Monologues and Bits and Bobs of Other Things, traduit en anglais par Ted Gorelick, Syracuse Univ Press, 1998,  (ISBN 0-8156-0477-7).
- A Treasury of Sholom Aleichem Children’s Stories, traduit en anglais par Aliza Shevrin, Jason Aronson, 1996,  (ISBN 1-56821-926-1).
- Inside Kasrilovka, Three Stories, traduit en anglais par I. Goldstick, Schocken Books, 1948
- The Old Country, traduit en anglais par Julius & Frances Butwin, J B H of Peconic, 1999,  (ISBN 1-929068-21-2).
- Stories and Satires, traduit en anglais par Curt Leviant, Sholom Aleichem Family Publications, 1999,  (ISBN 1-929068-20-4).

### Autobiographie (traduite en anglais)
- Funm Yarid, écrit en 1914-1916, traduit en anglais sous le titre The Great Fair, par Tamara Kahana, Noonday Press, 1955

### Ses romans
- Stempenyu, publié initialement dans sa Folksbibliotek, adapté en 1905 pour la pièce de théâtre Jewish Daughters.
- Yossele Solovey (publié en 1889 dans son Folksbibliotek)
- Tevye's Daughters, traduit en anglais par F. Butwin, Crown, 1959,  (ISBN 0-517-50710-2).
- Mottel the Cantor's son version anglaise: Henry Schuman, Inc. New York 1953

### Littérature pour jeunes adultes
- Menahem-Mendl, traduit en anglais par Tamara Kahana sous le titre The Adventures of Menahem-Mendl, Sholom Aleichem Family Publications, 1969,  (ISBN 1-929068-02-6).
- Motl peysi dem khazns, traduit en anglais par Tamara Kahana sous le titre The Adventures of Mottel, the Cantor's Son, Sholom Aleichem Family Publications, 1999,  (ISBN 1-929068-00-X).
- The Bewitched Tailor, Sholom Aleichem Family Publications, 1999,  (ISBN 1-929068-19-0).

### Pièces de théâtre
- The Doctor; (1887), comédie en un acte
- Der Get (Le Divorce, 1888), comédie en un acte
- Die Asifa (L'assemblée, 1889), comédie en un acte
- Yaknez (1894), une satire sur les courtiers et les spéculateurs
- Tsezeht Un Tseshpreht (Dispersé tout au loin, 1903), comédie
- Agenten (Agents, 1905), comédie en un acte
- Yiedishe Tekhter (Les filles juives, 1905) drame, adaptation d'un de ses romans précédents Stempenyu
- Die Goldgreber (Les chercheurs d'or, 1907), comédie
- Shver Tsu Zein a Yied (Dur d'être un Juif, 1914)
- Dos Groisse Gevins (La grande loterie/ le Jackpot, 1916)
- Tevye der Milkhiger, (Tevye le laitier, 1917, pièce jouée après sa mort)
- Le Kaddish. Mais pourquoi ces rires ? au Théâtre de Suresnes Jean Vilar du 13 au 23 novembre 2008.

### Film
- Le Bonheur juif, de Aleksei Granovski, film muet de 1925, avec Solomon Mikhoels dans le rôle de Menakhem Mendel, I. Rogaler, S.Epstein, T.Hazak. DVD Bach film, coll. chef-d'œuvre du cinéma russe, 2007

### Divers
- Jewish Children, traduit en anglais par Hannah Berman, William Morrow & Co, 1987,  (ISBN 0-688-84120-1).
- nombreuses nouvelles publiées en russe dans Voshkod (1891-1892)

## Source
- (en) Cet article est partiellement ou en totalité issu de l’article de Wikipédia en anglais intitulé « Sholem Aleichem » (voir la liste des auteurs).